# Frank W. Fries

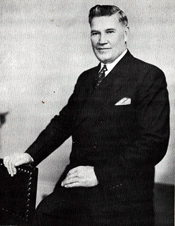
Frank W. Fries

Frank William Fries (* 1. Mai 1893 in Hornsby, Macoupin County, Illinois; † 17. Juli 1980 in Gillespie, Illinois) war ein US-amerikanischer Politiker. Zwischen 1937 und 1941 vertrat er den Bundesstaat Illinois im US-Repräsentantenhaus.

## Werdegang
Frank Fries besuchte die öffentlichen Schulen seiner Heimat und in Gillespie, wohin seine Familie im Jahr 1904 gezogen war. Zwischen 1915 und 1917 war er im Kohlebergbau tätig. Während der Endphase des Ersten Weltkrieges diente er zwischen April und Dezember 1918 in der US Army. In den Jahren 1920 und 1921 betrieb er ein eigenes Kohlebergwerk. Danach arbeitete er von 1922 bis 1927 in der Versicherungsbranche. Seit 1930 war Fries in Carlinville ansässig, wo er sich im Handel betätigte. Gleichzeitig schlug er als Mitglied der Demokratischen Partei eine politische Laufbahn ein. Zwischen 1930 und 1934 war er Sheriff im Macoupin County. Von 1934 bis 1936 saß er als Abgeordneter im Repräsentantenhaus von Illinois.
Bei den Kongresswahlen des Jahres 1936 wurde Fries im 21. Wahlbezirk von Illinois in das US-Repräsentantenhaus in Washington, D.C. gewählt, wo er am 3. Januar 1937 die Nachfolge von Harry H. Mason antrat. Nach einer Wiederwahl konnte er bis zum 3. Januar 1941 zwei Legislaturperioden im Kongress absolvieren. Während dieser Zeit wurden dort die letzten New-Deal-Gesetze der Bundesregierung unter Präsident Franklin D. Roosevelt verabschiedet.
Im Jahr 1940 wurde Frank Fries nicht wiedergewählt. Zwischen 1941 und 1969 war er Schlichter in der Kohleindustrie. Er starb am 17. Juli 1980 in Gillespie.